# Ономастика
Ономастиката е раздел от лингвистиката, който се занимава със значението, произхода и разпространението на имена, преди всичко имена на хора (антропонимия), но също и имена на географски обекти (топономастика) и др.
Сродни с нея области са лингвистичната дисциплина етимология (която изследва значението, произхода и разпространението на думите и изразите) и генеалогията (която се интересува от произхода на отделни хора и семейства).
Като поддисциплина на езикознанието описва специфичните качества на собствените имена – на хора (лични, фамилни, родови), места, водни обекти, стоки и др. Тъй като този обект на изследване засяга много области от околната среда, науката има допир с многобройни обществени и природонаучни науки, за които имената имат важно значение.
Ономастиката се занимава с възникването и историята на имената във връзка с хората, които дават и използват имена, и със сменящите се ситуации на назоваване. Координиращ научен орган е Международният съвет по ономастични науки (International Council of Onomastic Sciences, ICOS) със седалище Упсала, Швеция.